# L'allegria dello squadrone
L'allegria dello squadrone (Les Gaîtés de l'escadron) è un cortometraggio muto del 1913 diretto da Joseph Faivre e da Maurice Tourneur.

## Produzione
Il film fu prodotto dalla Société Française des Films Éclair (series A.C.A.D.).

## Distribuzione
Distribuito dalla Société Française des Films Éclair, uscì nelle sale cinematografiche francesi il 24 ottobre 1913. Il film venne fatto uscire anche negli Stati Uniti nel dicembre dello stesso anno con il titolo The Funny Regiment.